# Mantispa celebensis
Mantispa celebensis is een insect uit de familie van de Mantispidae, die tot de orde netvleugeligen (Neuroptera) behoort. 
Mantispa celebensis is voor het eerst wetenschappelijk beschreven door Enderlein in 1910.